# Mount Sterling (Illinois)
Mount Sterling es una ciudad ubicada en el condado de Brown en el estado estadounidense de Illinois. En el Censo de 2010 tenía una población de 2025 habitantes y una densidad poblacional de 705,65 personas por km².

## Geografía
Según la Oficina del Censo de los Estados Unidos, Mount Sterling tiene una superficie total de 2.87 km², de la cual 2.87 km² corresponden a tierra firme y (0%) 0 km² es agua.

## Demografía
Según el censo de 2010, había 2025 personas residiendo en Mount Sterling. La densidad de población era de 705,65 hab./km². De los 2025 habitantes, Mount Sterling estaba compuesto por el 97.63% blancos, el 0.44% eran afroamericanos, el 0.1% eran amerindios, el 0.44% eran asiáticos, el 0.05% eran isleños del Pacífico, el 0.54% eran de otras razas y el 0.79% pertenecían a dos o más razas. Del total de la población el 1.04% eran hispanos o latinos de cualquier raza.